# Parey-sous-Montfort
Parey-sous-Montfort település Franciaországban, Vosges megyében. Lakosainak száma 172 fő (2022. január 1.). Parey-sous-Montfort Belmont-sur-Vair, Domjulien, Gemmelaincourt, Saint-Remimont, They-sous-Montfort, Vittel és Norroy községekkel határos.

## Népesség
A település népességének változása:
| Lakosok száma | 140  | 144  | 149  | 149  | 154  | 159  | 163  | 167  | 172  |
|               | 2013 | 2015 | 2016 | 2017 | 2018 | 2019 | 2020 | 2021 | 2022 |